# Задача Скорохода
У теорії ймовірностей задачею Скорохода називають задачу розв’язку стохастичного диференціального рівняння з відбивною граничною умовою. 
Задачу названо на честь Анатолія Скорохода, який вперше опублікував розв'язок стохастичного диференціального рівняння для відбивного броунівського руху.

## Постановка задачі
Класична версія задачі формулюється так: для даного НСФзЛГ процесу {\displaystyle {X(t),t\geq 0}} і M-матриці {\displaystyle R}, тоді стохастичні процеси {\displaystyle {W(t),t\geq 0}} і {\displaystyle {Z(t),t\geq 0}} є розв'язками задачі Скорохода, якщо для всіх негативних t значень, 
{\displaystyle W(t)=X(t)+RZ(t)\geq 0},
{\displaystyle Z(0)=0{\text{ and }}dZ(t)\geq 0},
{\displaystyle \int _{0}^{t}W_{i}(s){\text{d}}Z_{i}(s)=0}.
Матрицю R часто називають матрицею відбиття, {\displaystyle W(t)} — відбитий процес, а {\displaystyle Z(t)} — регуляторний процес.